# عبد الله النعيمي
عبد الله ماجد النعيمي (مواليد 9 مارس 1982 في المنامة، البحرين) بحريني كان معتقل سابقا في خارج نطاق القضاء في معسكرات اعتقال الولايات المتحدة في معتقل جوانتانامو في كوبا.

## تحديد غير منسجم
تم التعرف على عبد الله ماجد النعيمي بشكل غير منسجم في وثائق وزارة الدفاع:
- تم التعرف عليه باسم عبد الله النعيمي على القائمة الرسمية لأسماء الأسرى نشرت في 15 مايو 2006.
- تم التعرف عليه باسم عبد الله ماجد صياح حسن النعيمي على القائمة الرسمية للأسرى الذين مثلوا أمام المحكمة طالبا نقله من حجز الولايات المتحدة.

تقارير صحفية نشرت اسمه بعبد الله النعيمي.

## حالة مراجعة المقاتل
في البداية أكدت إدارة بوش أنها يمكن أن تحجب الحماية عن اتفاقيات جنيف عن أسرى الحرب على الإرهاب في حين ذهب النقاد أن الاتفاقيات ملزمة للولايات المتحدة لإجراء المحاكم المختصة لتحديد حالة السجناء. في وقت لاحق وضعت وزارة الدفاع محاكم مراجعة وضع المقاتل لتحديد ما إذا كان الأسرى ينطبق عليهم التعريف الجديد للمقاتل العدو.
المعتقلين لم يكن لديهم الحق في الاستعانة بمحام من قبل الهيئات القضائية أو الوصول إلى الأدلة التي ضدهم. محاكم مراجعة وضع المقاتلين ليست ملزمة بقواعد الأدلة التي من شأنها أن تطبق في المحاكم ويفترض بأدلة الحكومة أن تكون حقيقية ودقيقة. ومع ذلك يمكن تقديم ملخصات غير سرية من الأدلة ذات الصلة للمعتقل وكل معتقل لديه الفرصة لتقديم الأدلة والشهود بشكل معقول.
من يوليو 2004 حتى مارس 2005 تم عقد محكمة مراجعة وضع المقاتلين لاتخاذ قرار ما إذا كان كل أسير قد تم تصنيفه بشكل صحيح على أنه مقاتل عدو. كان عبد الله ماجد النعيمي من بين ثلث السجناء الذين لم يكن هناك أي مؤشر حولهم للمشاركة في المحاكم الخاصة بهم.
في حالة قضية بومدين ضد بوش وجدت المحكمة العليا للولايات المتحدة أن الهيئات القضائية ليست بديلا مناسبا عن الحق الدستوري للطعن ضد الاحتجاز في المحكمة وفي جزء منه لأنها لا تملك سلطة الأمر للمعتقلين المفرج عنهم. وجدت المحكمة أيضا أن هناك خطر الخطأ في التوصل إلى نتائج الحقيقة.
تم إعداد ملخص مذكرة الأدلة للمحكمة التي تعدد الحقائق المزعومة التي أدت إلى سجنه. مذكرته اتهمته ما يلي:
1. المعتقل هو مواطن بحريني اعترف أنه سافر من البحرين من خلال مشهد بإيران إلى أفغانستان في 13 سبتمبر 2001.
2. سافر المعتقل إلى أفغانستان للقتال من أجل حركة طالبان والجهاد حتى الموت.
3. عرف المعتقل أن القتال سيكون ضد التحالف الشمالي والولايات المتحدة.
4. لدى وصوله إلى أفغانستان طلب وتلقى المعتقل توجيهات من ممثل طالبان في كابول بأفغانستان.
5. في مكتب طالبان عرض المعتقل نفسه وقال ممثل طالبان أنه جاء للقتال.
6. بعد نوفمبر 2001 توجه المعتقل جنبا إلى جنب مع أربعة غيره من العرب واثنين من الأفغان إلى الحدود الباكستانية حيث تم اعتقاله من قبل قوات حرس الحدود الباكستانية واقتيد إلى السجن وتحول فيما بعد إلى قوات الولايات المتحدة في قندهار بأفغانستان.»

### إفادات الشهود
وثائق وزارة الدفاع التي صدرت تشمل بيانين بتاريخ 11 نوفمبر 2004.
البيان الأول من محمد سلمان آل خليفة قريب سلمان آل خليفة وهو عضو في العائلة المالكة في البحرين وتنص أن عبد الله النعيمي كان صديق طفولة سلمان آل خليفة الذي طلب منه أن يسافر إلى باكستان وأفغانستان للبحث عنه عندما اعتبر في عداد المفقودين في أغسطس 2001.
البيان الآخر هو من محمد سليمان آل خليفة وهو صديق طفولة الذي أدلى بشهادته بشأن حسن شخصيته وعدم اهتمامه بالسياسة.
إذا اعتبر المجلس هذه أقوال الشهود ثم تم حجبهم بتوصية منهم.

## قضية عبد الله النعيمي ضد جورج ووكر بوش
رفعت قضية أمام المحكمة نيابة عن عبد الله النعيمي. أصدرت وزارة الدفاع ملفا من 24 صفحة من الوثائق في 9 ديسمبر 2004.

### مجلس المراجعة الإدارية
كان من المقرر عقد جلسات الاستماع الإدارية السنوية لمجلس مراجعة المعتقلين الموصوفين بالمقاتلين الأعداء. صممت هذه الجلسات لتقييم المعتقل ما إذا كان سيفرج عنه أو ينقل وما إذا كانت هناك عوامل أخرى تبرر استمرار احتجازه.

### ملخص مذكرة الأدلة
تم إعداد ملخص مذكرة الأدلة لمجلس المراجعة الإدارية عن عبد الله النعيمي في 1 يوليو 2005. المذكرة تذكر عوامل مع وضد استمرار اعتقاله.
لا يوجد سجل حول مشاركة النعيمي في جلسة المجلس.

### توصيات المجلس
في أوائل سبتمبر 2007 أصدرت وزارة الدفاع مذكرتين منقحتين بشكل كبير من مجلسه إلى جوردون ج. إنغلاند المسؤول المدني المعين. كانت توصية المجلس بالإجماع بحجب توصية المجلس. تم منح الأذن لإنغلاند لنقله في 4 أكتوبر 2005.

## الإفراج
ممثلا بالمحامي جوشوا كولانجيلو بريان فإن النعيمي كان أحد 3 معتقلين بحرينيين مفرج عنهم وعادوا إلى البحرين في نوفمبر 2005. دعا عضو مجلس النواب البحريني محمد خالد حكومة البحرين لتقديم تعويضات مالية للرجال المفرج عنهم.

## تعليقات حول الانتحار في 10 يونيو 2006
أعلن عن مقتل ثلاثة معتقلين في 10 يونيو 2006. عرف النعيمي الرجال الثلاثة وعلق على وفاتهم في 25 يونيو 2006. قال النعيمي أن مانع العتيبي وعلي عبد الله أحمد تم القبض عليهما أثناء الدراسة في باكستان. قال أنهم استجوبوا فقط لفترة وجيزة بعد وصولهم إلى غوانتانامو وقال المحققين لهم أنهم لا يعتبرون تهديدا ومن المتوقع اطلاق سراحهم.
قال النعيمي أن القتيل الثالث ياسر طلال الزهراني كان يبلغ من العمر 16 سنة فقط عندما تم القبض عليه. وفقا للنعيمي فإن الزهراني كان يجب أن يتم التعامل معه على أساس أنه قاصر.

## الاعتقال في السعودية

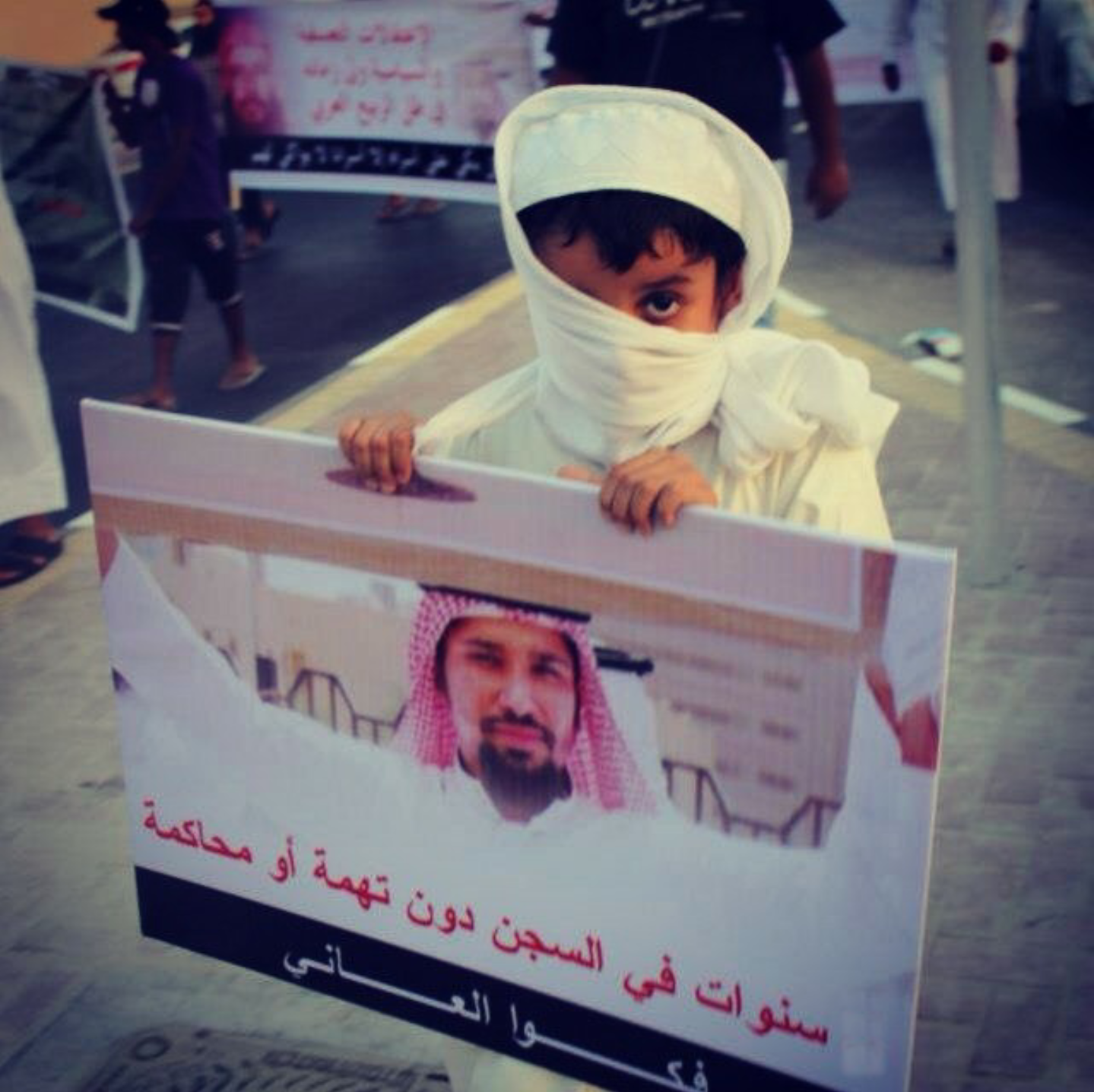
اعتصام في المنامة البحرين سنة 2012 يطالب بالافراج عن عبدالله ماجد النعيمي و عبدالرحيم المرباطي من سجون السعودية

ذكرت جريدة غلف ديلي نيوز أن النعيمي اعتقل في السعودية في أواخر أكتوبر 2008. أعرب عضو مجلس النواب البحريني محمد خالد استيائه إزاء اعتقال ثالث أسير سابق في غوانتانامو من قبل السلطات السعودية وقال أن السعوديين لم يقدموا التبرير الرسمي لاعتقاله.
في أواخر نوفمبر 2008 اعتقل بحريني آخر خارج نطاق القضاء في المملكة العربية السعودية وهو خليل جناحي الذي أفيد أنه تم إعادته إلى وطنه. وصف محمد جناحي إعادة خالد جناحي بأنه تطور مشجع لتكرار نفس الأمر مع النعيمي والآخران اللذان معه رهن الاعتقال دون محاكمة في المملكة العربية السعودية وهما عبد الرحيم المرباطي وحسن اليابس. النعيمي والآخران لا يزالون محتجزين من قبل المملكة العربية السعودية في أبريل 2009.
في 2 أغسطس 2010 أفادت صحيفة نيوز بليز على الحادث حيث تم تسجيل ضرب الشرطة البحرينية لمواطن سعودي. نيوز بليز تكهنت بأن المسؤولين السعوديين لم يشتكوا من الحادث لأن المملكة العربية السعودية لا تريد لشرح اعتقال عبد الله النعيمي وخليل جناحي وعبد الرحيم المرباطي.

## البنتاغون تدعي أنه عاد إلى المعركة
في 20 مايو 2009 نقلا عن وثيقة للبنتاغون ذكرت صحيفة نيويورك تايمز أن مسئولي وزارة الدفاع ادعوا أن عبد الله النعيمي أحد 74 أسير سابق في غوانتانامو يشاركون في الإرهاب أو نشاط المتشددين.